# Kowale (Skoczów)
Kowale (deutsch Kowali) ist eine Ortschaft mit einem Schulzenamt der Gemeinde Skoczów im Powiat Cieszyński der Woiwodschaft Schlesien in Polen.

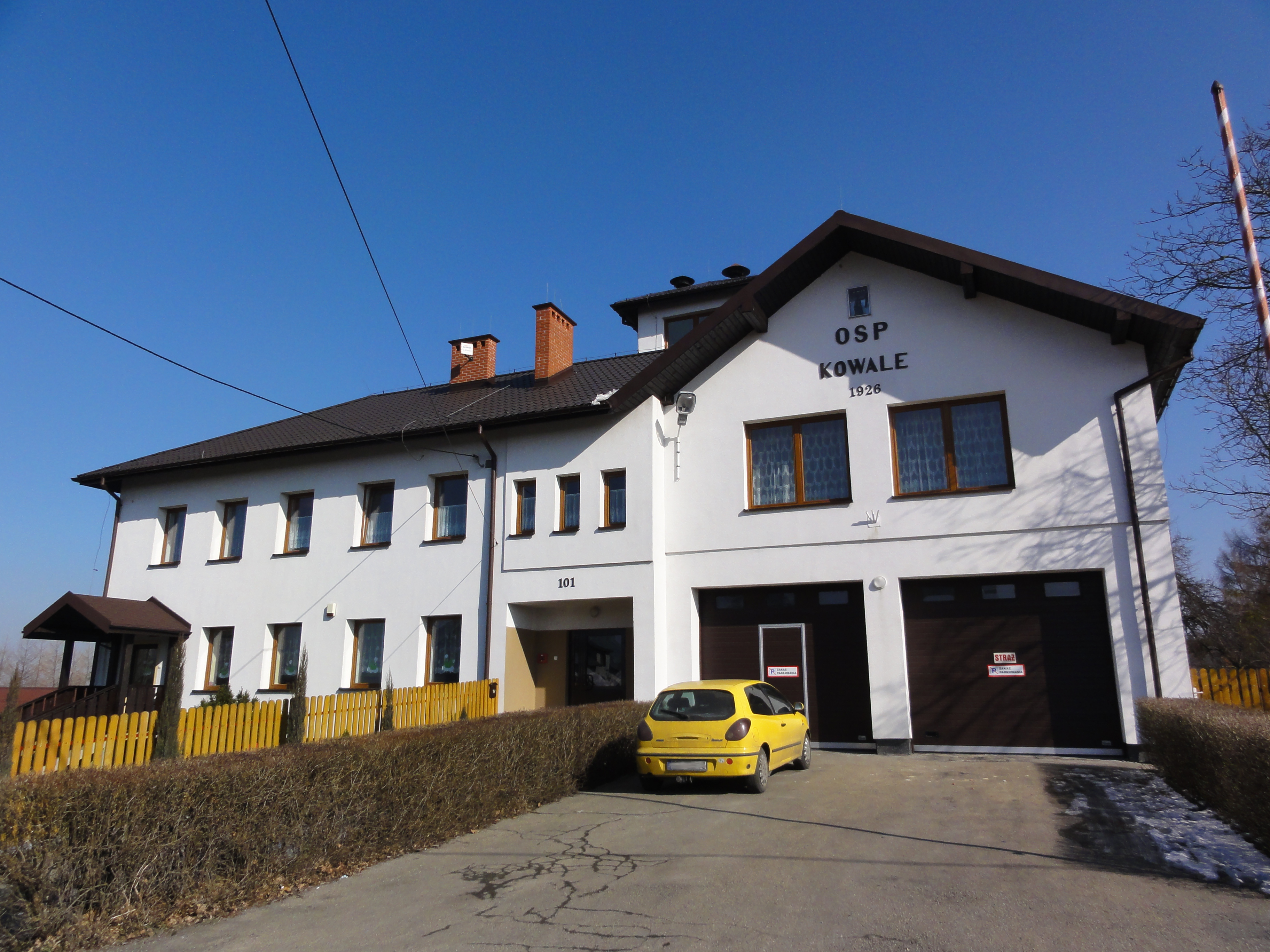
Feuerwehr

## Geographie
Kowale liegt an der Grenze des Auschwitzer Beckens (im Westen) und des Schlesischen Vorgebirges (im Osten), etwa 15 km westlich von Bielsko-Biała und 50 km südlich von Katowice im Powiat (Kreis) Cieszyn.
Das Dorf hat eine Fläche von 349 ha.
Die Nachbarorte sind Pierściec im Westen, Roztropice im Norden, Wieszczęta und Bielowicko im Osten, sowie die Stadt Skoczów im Südwesten.

## Geschichte
Das Dorf liegt im Teschener Schlesien.
Im Jahr 1999 wurde dort eine kleine Turmhügelburg gefunden, wahrscheinlich aus dem 14. Jahrhundert, auf dem alten Salzweg aus Wieliczka nach Mähren. Der Ort wurde im Jahr 1592 erstmals urkundlich als Kowalie erwähnt. Der Dienstsiedlungsname ist abgeleitet vom Beruf der Schmiede (polnisch kowal, Pl. kowale).
Politisch gehörte das Dorf zum Herzogtum Teschen, der Lehnsherrschaft des Königreichs Böhmen, und seit 1526 gehörte es zur Habsburgermonarchie.
Nach der Aufhebung der Patrimonialherrschaften bildete es ab 1850 eine Gemeinde in Österreichisch-Schlesien, Bezirk Bielitz und Gerichtsbezirk Skotschau. In den Jahren 1880–1910 stieg die Einwohnerzahl von 347 im Jahr 1880 auf 362 im Jahr 1910, es waren überwiegend polnischsprachige (zwischen 93,6 % und 99 %), 1910 auch 23 (6,4 %) deutschsprachige. Im Jahre 1910 waren 66 % römisch-katholisch, 31 % evangelisch, es gab 11 (3 %) Juden.
1920, nach dem Zusammenbruch der k.u.k. Monarchie und dem Ende des Polnisch-Tschechoslowakischen Grenzkriegs, kam Kowale zu Polen (der Gerichtsbezirk Skotschau wurde dem Powiat Cieszyn der autonomen Woiwodschaft Schlesien angeschlossen). Unterbrochen wurde dies nur durch die Besetzung Polens durch die Wehrmacht im Zweiten Weltkrieg. Es gehörte damals zum Landkreis Teschen.
Von 1975 bis 1998 gehörte Kowale zur Woiwodschaft Bielsko-Biała.

## Religion
Die evangelische Pfarrei Wieszczęta-Kowale (mit der Kirche in Wieszczęta) gehört zur Diözese Cieszyn.
In Kowale gibt es die einzige polnische Kapelle der antitrinitarischen im Jahr 1927 gegründete Splittergruppe der STA-REF.